# Французский Габон
Французский Габон — французское колониальное владение в Центральной Африке, существовавшее в 1886—1909 годах в собственных границах и в 1839—1960 годах в рамках других территориальных образований.

## История
Начало колонизации Францией территории Габона положил капитан Луи Эдуард Буэ-Вильоме, который основал в бухте Габон стоянку для кораблей и заключил в 1839 году договор с вождём племени мпонгве Анчуве Кове Рапончомбе, которого французский капитан обратил в христианство и поименовал «король Дени».
В 1840—1860 годах французские колонизаторы заключили договоры со всеми вождями местных племён на побережье — о «защите и покровительстве Франции».
В 1849 году французы захватили португальский корабль работорговцев, и освобождённые французами африканцы основали поселение Либревиль, нынешнюю столицу Габона.
С середины XIX века началось проникновение французов в глубинные районы страны. В 1875—1880 годах Пьер де Бразза, исследовавший бассейн реки Конго, заключил ряд договоров с вождями местных племён. В 1880 году де Бразза основал город Франсвиль на востоке нынешнего Габона. В 1883 году де Бразза был назначен правительственным комиссаром Французской республики в Западной Африке (территории современных Габона и Конго).
С конца XIX века французские колонизаторы стали создавать в Габоне плантации экспортных культур — кофе и какао, вести лесозаготовки, а также строить дороги и морские порты.
В 1910 году Габон стал одной из четырёх территорий, вошедших в состав Французской Экваториальной Африки.
Во время Первой мировой войны солдаты из Габона участвовали в боевых действиях в составе французских частей. В провинции Волё-Нтем происходили столкновения между сенегальскими стрелками и немецкими подразделениями из Камеруна.

## Вторая мировая война
В период Второй мировой войны в Габоне происходили бои между местными колониальными войсками (формировавшимися из негров) против высадившихся в ноябре 1940 войск генерала Шарля де Голля. Габонцы выступали против де Голля, поскольку считали его мятежником, восставшим против законного правительства Франции.